# Pteropus mariannus
Pteropus mariannus, conocido comúnmente como zorro volador de las Marianas, o  fanihi en lenguaje chamorro, es una especie de murciélago frugívoro perteneciente a la familia Pteropodidae, género Pteropus (zorros voladores). Pteropus mariannus vive únicamente en la isla de Guam, islas Marianas del Norte y Ulithi (un atolón de las Islas Carolinas). Se encuentra en peligro de extinción debido a pérdida de su hábitat natural, caza, introducción de especies depredadoras en su territorio y fenómenos naturales.
En el año 2001, la población total estimada era entre 300 y 400 animales. Actualmente (2009), el número de ejemplares se desconoce, pero la principal población se encuentra en una reserva natural de Ritidian Point en Guam,  (Guam National Wildlife Refuge).
Algunos artículos científicos han asociado el consumo de carne de murciélago de esta especie, muy habitual en las islas donde habita, con una enfermedad neurológica humana grave llamada complejo ELA-Parkinson-demencia de la isla de Guam, si bien no se conoce con seguridad el origen de la enfermedad.

## Subespecies
Pteropus mariannus tiene 3 subespecies:
- P. m. mariannus (Isla de Guam)
- P. m. paganensis (Isla de Pagán)
- P. m. ulthiensis (Ulithi)